# Panacris microdonta
Panacris microdonta är en tvåvingeart som beskrevs av Kertesz 1908. Panacris microdonta ingår i släktet Panacris och familjen vapenflugor. Inga underarter finns listade i Catalogue of Life.